# Jan Rozdrażewski (zm. 1600)
Jan Rozdrażewski herbu Doliwa (ur. ok. 1543, zm. 15 marca 1600) – podkomorzy, potem kasztelan poznański, luteranin.

## Pochodzenie
Był wnukiem Jana, kasztelana kamieńskiego i (potem) międzyrzeckiego i synem Hieronima i Anny z Łukowa. Braćmi stryjecznymi Jana byli synowie kasztelana rogozińskiego Stanisława Rozdrażewskiego: Jan (1537–1585), zwany „hrabią na Pomsdorfie” (dziś Pomianów), z którym bywa często mylony; Stanisław (1540–1619), jezuita i pierwszy rektor Kolegium Jezuitów w Pułtusku; Hieronim (1546–1600), biskup kujawski oraz Krzysztof (1547–1580), rotmistrz u Stefana Batorego.

## Działalność polityczna i wyznaniowa
W dzieciństwie najprawdopodobniej uczył się w gimnazjum w Złotoryi wraz z synami rodziny Leszczyńskich, z którymi jego rodzina utrzymywała bliskie kontakty. Potem być może studiował od 1557 we Frankfurcie nad Odrą.
Wkrótce włączył się w ruch Jednoty Brackiej, a w 1567 wziął sobie za żonę współwyznawczynię, od 1565 wdowę po Wacławie Reszczyńskim, Barbarę z Lachenberków z Ochli.
Na sejmie elekcyjnym 4 maja 1573 głosował na Walezego; w następnym roku w styczniu witał go w Poznaniu, a w lipcu – po ucieczce króla do Francji – na zjeździe szlachty w Środzie Wielkopolskiej otrzymał mandat na sejm konwokacyjny. Poseł na sejm konwokacyjny 1574 roku z województw kaliskiego i poznańskiego.
Jego rola podczas następnej elekcji nie jest pewna, w każdym razie lutym 1576 w Krakowie spotykał się ze zwolennikami Batorego, podczas jego sejmu koronacyjnego był posłem, a 19 czerwca 1578 uzyskał urząd podkomorzego w poznańskiego.
Poseł na sejm 1582 roku z województwa poznańskiego.
W 1581 Rozdrażewski owdowiał. Jego stryjeczni bracia, katolicy (w tym biskup Hieronim i jezuita Stanisław) próbowali wywrzeć na niego nacisk, by odszedł od „herezji” i wrócił do Kościoła katolickiego. Jan Rozdrażewski liczył trochę na pozyskanie dla siebie korzystnych dzierżaw, zwłaszcza od biskupa Hieronima, ale rachuby te okazały się jednak w znacznym stopniu płonne. W 1585 po raz wtóry się ożenił z ewangeliczką, Katarzyną, córką Piotra Potulickiego, co utrwaliło jego protestanckie związki.
Śmierć pomsdorfskiego hrabiego Jana Rozdrażewskiego w roku 1585 spowodowała, że biskup Hieronim poprosił – pomimo różnic poglądów na religię – swego stryjecznego brata Jana o pomoc przy organizowaniu pogrzebu hrabiego i uporządkowania skomplikowanej sytuacji majątkowej dóbr hrabiego, który niegospodarnością swoją doprowadził go do skrajnego zadłużenia. Wydobywanie z zastawów majątków pomsdorfskich trwało wiele lat i wymagało niemało wysiłku i najpewniej zręczności.
Po śmierci króla Stefana Batorego wziął Jan Rozdrażewski udział 8 maja 1587 w zjeździe szlachty wielkopolskiej w Środzie, a w październiku koło Jutrosina uczestniczył ze zjeździe, na którym zdecydowano o zwołaniu pospolitego ruszenia na 11 listopada pod Piotrkowem w celu zapewnienia bezpiecznego przejazdu do Krakowa nowo wybranego króla Zygmunta III Wazy. Także w następnych latach kilkakrotnie brał udział w średzkich sejmikach i był aktywnym – choć jednak na ogół na lokalną skalę ograniczoną do Wielkopolski – działaczem politycznym, parę razy przyjeżdżając też do Warszawy. Poseł na sejm pacyfikacyjny 1589 roku z województwa poznańskiego. 1 marca 1591 uzyskał nominację na urząd kasztelana poznańskiego.
W ostatnich latach życia Jana doszło między nim a stryjecznym bratem Hieronimem do konfliktu po tym, jak w 1593, Hieronim wytoczył proces ich wspólnemu krewnemu, biskupowi pomocniczemu we Włocławku Janowi Rozdrażewskiemu Nowomiejskiemu, o zwrot dóbr trzymanych tytułem sprawowania sufraganii. Biskup pomocniczy zwrócił się o poparcie do wielkopolskiej szlachty, w tym do swego krewniaka na Rozdrażewie, a zarazem stryjecznego brata biskupa. Poparcie od Jana Rozdrażewskiego uzyskał, ale między stryjecznymi braćmi stosunki uległy ochłodzeniu. Jednym z przejawów tego ochłodzenia był sporządzony przez Hieronima w 1599 testament, w którym biskup uzasadnił fakt zapisania Janowi jedynie dwóch koni z własnej stajni przekonaniem, że nie przystoi nieprzyjaciół wiary katolickiej obdarowywać majątkiem z dochodów Kościoła.
Był wybrany prowizorem przez protestancko-prawosławną konfederację wileńską w 1599 roku.
Jan Rozdrażewski rozpoczął budowę nowego, obszernego kościoła dla swoich współwyznawców w Krotoszynie, którą ukończono tuż przed jego śmiercią.

## Rodzina
Ze swoją pierwszą żoną Barbarą nie miał Rozdrażewski dzieci. Jego druga żona Katarzyna z Potulickich urodziła mu czwórkę dzieci, z czego jeden syn (ur. 1590) zmarł w dzieciństwie:
1. Annę (1586-po 1619), która około roku 1603 wyszła za mąż za Wacława Leszczyńskiego, konwertytę na katolicyzm.
2. Jana (ur. ok. 1595, zm. 1628) przyszłego krajczego Konstancji Habsburżanki i starostę odolanowskiego
3. Barbarę, która wyszła za mąż za Jana Kostkę, starostę lipińskiego.

Jan Rozdrażewski zmarł 15 marca 1600, kilka tygodni po śmierci swego stryjecznego brata Hieronima. Pochowany został w kościele w Krotoszynie, w którym zawczasu kazał przygotować sobie odpowiedni nagrobek.
W parę lat po jego śmierci wdowa Katarzyna z Potulickich przeszła razem z małoletnimi dziećmi na katolicyzm i oddała kościół w Krotoszynie katolikom. Przy konfesji ewangelickiej została do końca życia tylko najstarsza córka Jana Rozdrażewskiego, Anna Leszczyńska.